# Televize Seznam

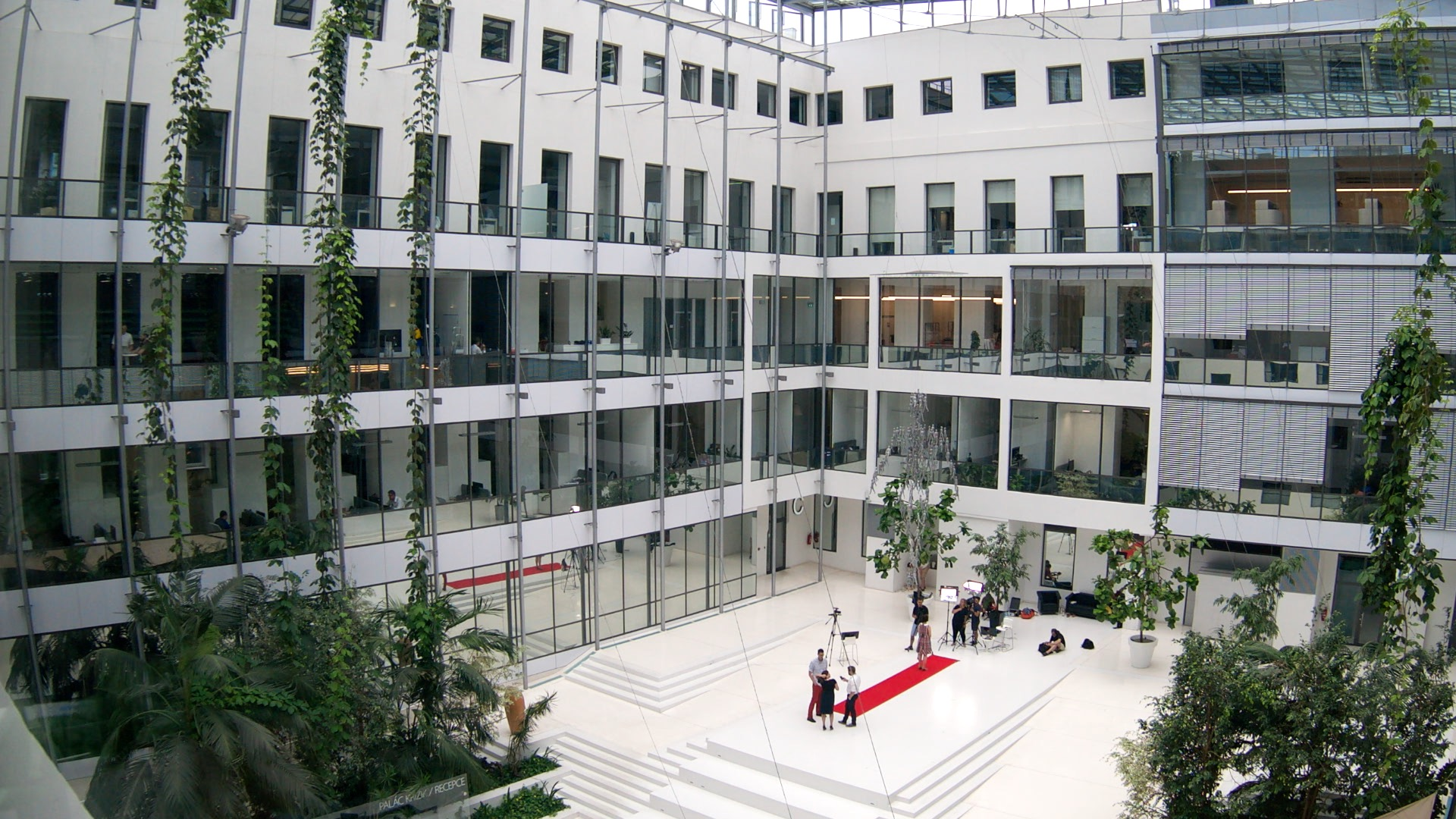
Atrium Paláce Křižík, kde sídlí společnost Seznam

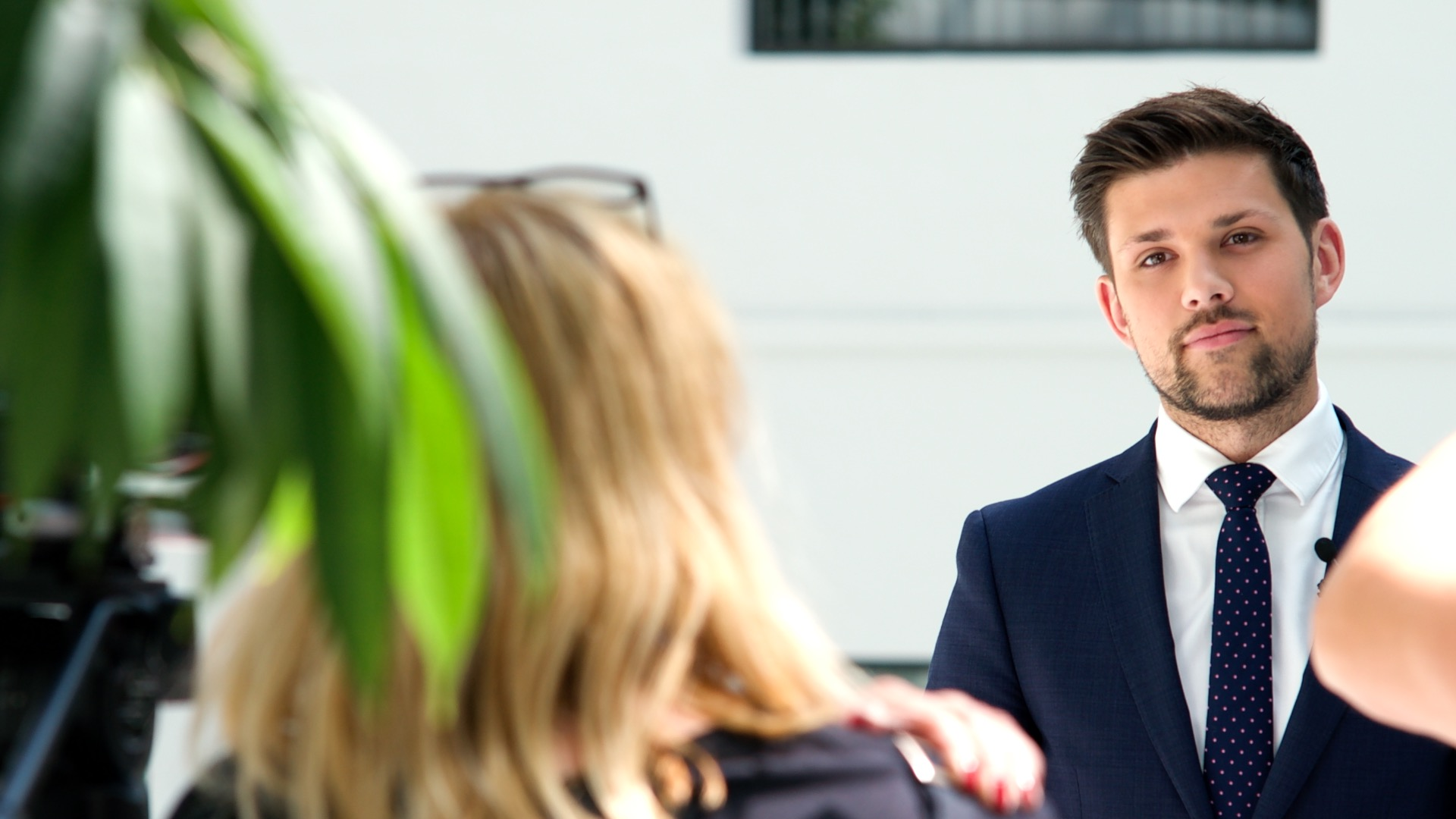
Filip Horký během natáčení kampaně „My jsme Televize Seznam“

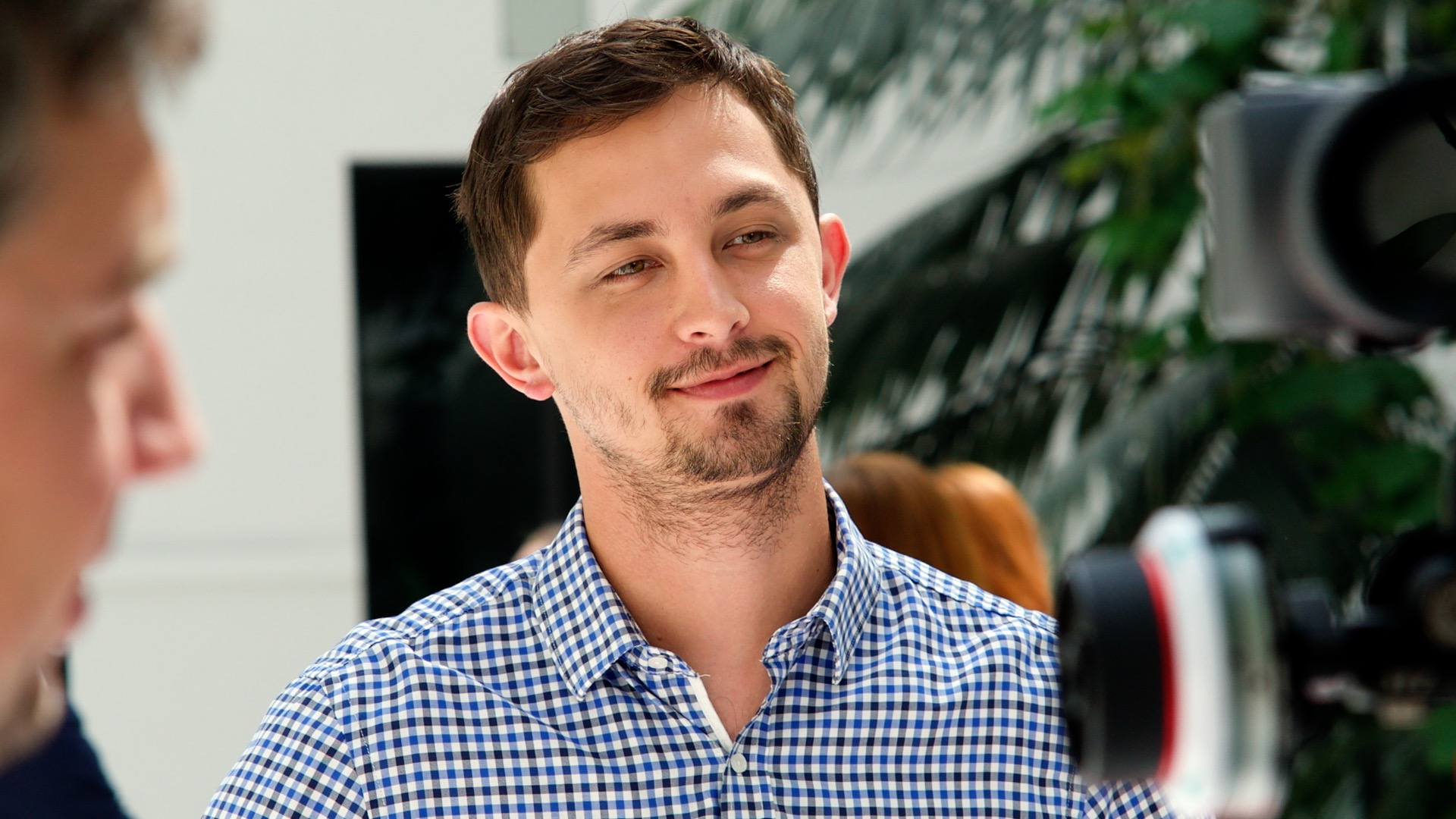
Adam Sušovský během natáčení kampaně „My jsme Televize Seznam“

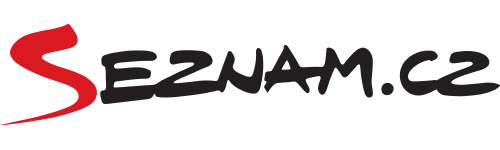
Logo společnosti Seznam.cz

Televize Seznam (Seznam.cz TV) je česká plnoformátová komerční televizní stanice nabízející celoplošné vysílání na území Česka. Jejím ředitelem je Ivan Mikula, provozovatelem firma Seznam.cz Iva Lukačoviče. Vysílat začala 12. ledna 2018 v 7.00 a zaměřuje se především na dokumenty, seriály a filmy, nabízí zároveň i pořady vlastní tvorby vysílané původně na Seznam Zprávách nebo na svých webových stránkách.
Titul nejsledovanějšího pořadu získala pohádka S čerty nejsou žerty, která měla na Štědrý den v cílové skupině 15–69 let share 14,61 %, což v tu chvíli představovalo průměrnou sledovanost 339 tisíc diváků. Hned po ní byly během vánočních svátků nejsledovanější pohádky O statečném kováři (13,45 %) a Byl jednou jeden král… (10,89 %).
První díl nového seriálu Televize Seznam s názvem Revír dosáhl v sobotu 25. března při svém uvedení nadprůměrného podílu 5,21 % v divácké skupině 15-69. Start seriálu celkově sledovalo 167 tisíc diváků starších 4 let. Ukazují to data oficiálního měření sledovanosti ATO-Nielsen Admosphere. Následně vysílaný druhý díl v Televizi Seznam si připsal podíl 4,32 %*  (CS 15-69).
Velikonoce 2023 pro Televizi Seznam byly také úspěšné, např.S čerty nejsou žerty 9.4.ve 20.15 vidělo 232 tisíc diváků a ve skupině 15-54% porazili i hlavní kanál televize Prima.Podíl činil skoro 9,5% diváků.
Úspěšný byl pro televizi i velikonoční pátek 7.4.2023.
S čerty nejsou žerty měli 242 tisíc, Ať žijí duchové 186 tisíc, Dobrý voják Švejk 175 tisíc, Princ a večernice 88 tisíc, Asterix dobývá Ameriku 58 tisíc.
Celková sledovanost TV Seznam v pátek 7. dubna byla 4,63 % (15+).
Titul nejsledovanějšího velikonočního pořadu získala pohádka S čerty nejsou žerty, která měla během pátečního odpoledního vysílání v cílové skupině 15–69 let share 16,17 %. Hned po ní byly během velikonočních svátků nejsledovanějšími pořady pohádka Ať žijí duchové (11,17 %) a filmová komedie Vesničko má středisková (8,55 %).
Na konci roku 2022 Seznam zrušil Večerní ZPRÁVY pro nízkou sledovanost, ale rada pro rozhlasové a televizní vysílání zahájila s televizí řízení, protože tím porušují podmínky licence.
 

## Program
Televize Seznam je plnoformátovou televizní stanicí. Zaměřuje se na československé a zahraniční filmy a seriály. Nabízí také zábavné pořady, jako jsou Jukebox Honzy Dědka nebo Moje místa. Vysílá rovněž seriály vlastní tvorby, které byly původně dostupné pouze na videoportálu Stream.cz.

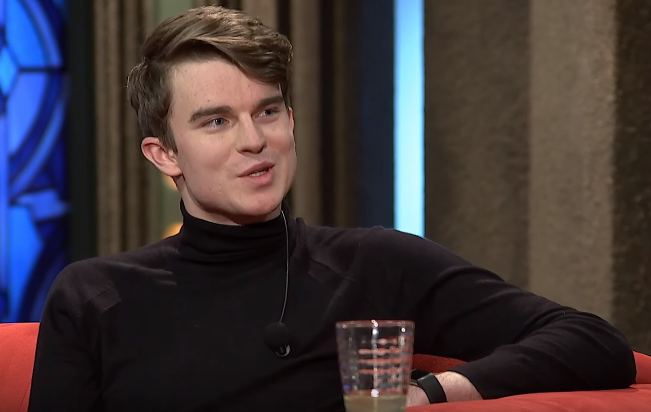
Karel Kovy Kovář, youtuber a jedna z tváří Televize Seznam

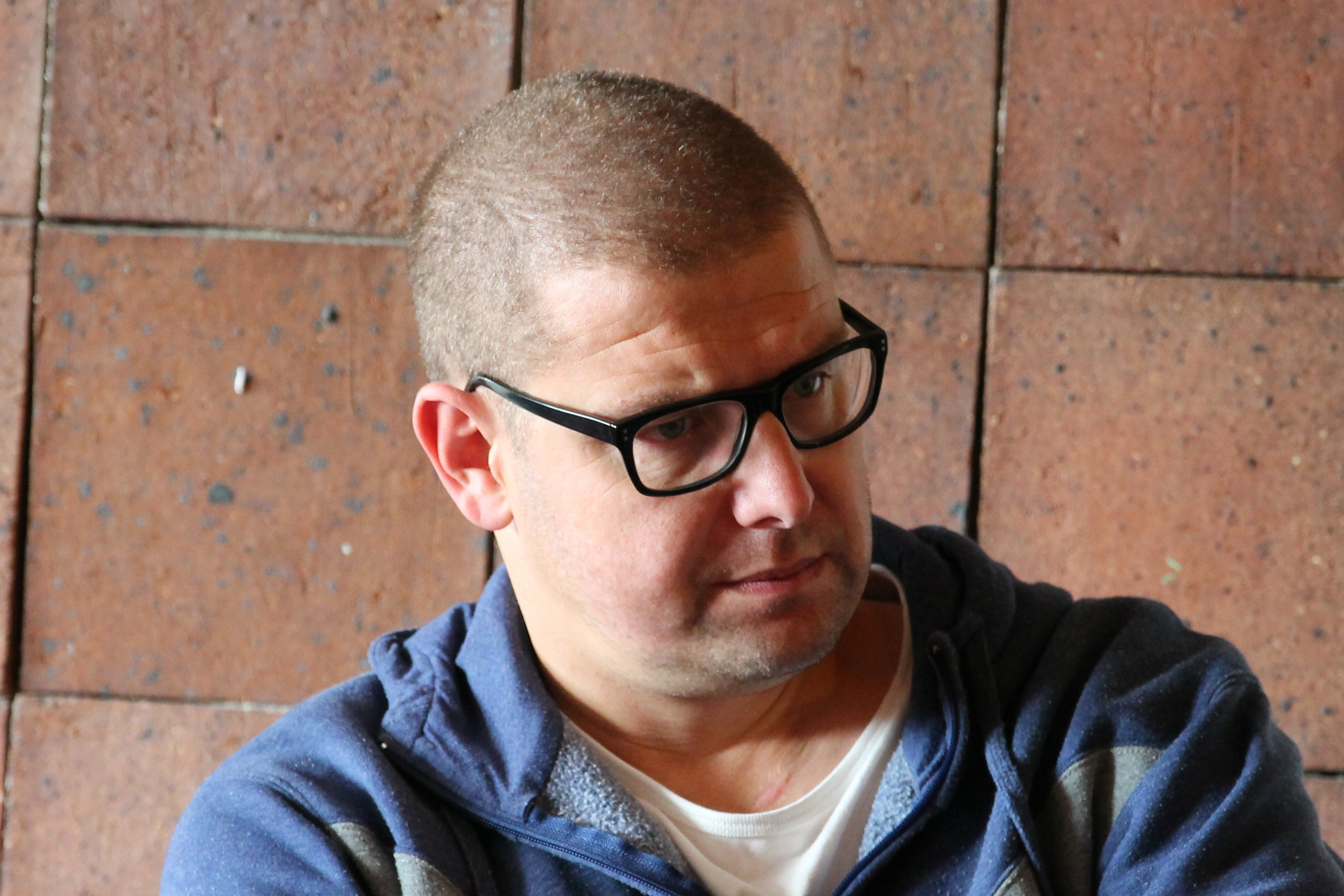
Komentátor a tvůrce pořadu Šťastné pondělí Jindřich Šídlo

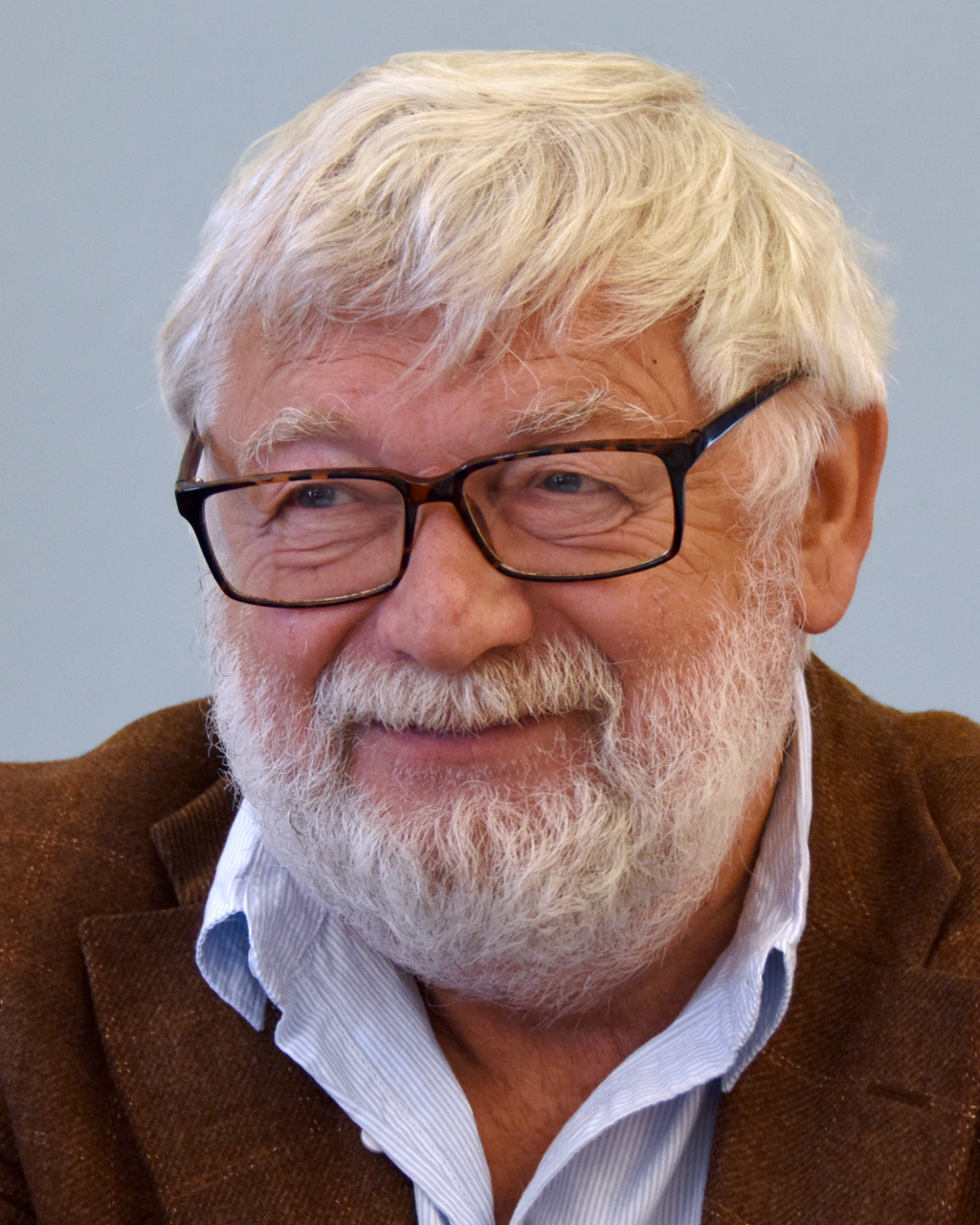
Josef Klíma, autor pořadu Záhady Josefa Klímy

V srpnu 2018 televize představila nové vysílací schéma pro podzim 2018. Vysílání doplnil nový formát ze světa byznysu Studio Byznys a sportovní show trojice moderátorů Luďka Mádla, Jiřího Hoška a Jindřicha Šídla. Víkendové vysílání rozšířil páteční blok nezávislých filmů a nedělní blok seriálů. Významným pořadem byly rovněž Záhady Josefa Klímy.
Od roku 2018 televizní stanice vysílala denní zpravodajský souhrn s názvem Večerní zprávy. Pořad trval přibližně 25 minut a zahrnoval zpravodajství z domova, ze zahraničí i ze světa sportu. Šéfredaktorem divize televizního zpravodajství je Pavel Cyprich. V únoru 2022 vedení televize představilo nové studio, jeho architektem je Jaroslav Holota. Vizuální podoba televizního zpravodajství doznala mnoho změn včetně nové grafické i hudební výbavy.
První vysílání v tomto studiu proběhlo 14. února 2022, pořad moderovala Barbora Hlaváčková s Pavlem Cyprichem. Dalšími tvářemi zpravodajského přehledu byli Alexandr Komarnický, Žaneta Slámová, Martin Tyburec, Alžběta Kvitová a Jana Slavíková. Sportovní zpravodajství přinášejí Adam Kuřica a Kryštof Kousal.
Mezi nejpopulárnější tvorbu Televize Seznam patří komediální seriál Lajna z hokejového prostředí v hlavní roli s Jiřím Langmajerem. Ostravský režisér Vladimír Skórka dosud natočil tři řady po osmi epizodách. Třetí řadu tohoto seriálu sledovalo na Televizi Seznam průměrně 182 tisíc diváků v kategorii 15+.

## Vysílané pořady
| Název                | Popis |
| -------------------- | --- |
| Byznys               | Magazín ze světa ekonomiky a byznysu vysílaný ze studia v Burzovním paláci.                                                                          |
| Datažurnál           | Pavel Cyprich provází pořadem hledající čísla, trendy a statistiky v populární formě.                                                                |
| Duel                 | Konfrontační pořad, který zve do studia lidi rozdílných názorů.                                                                                      |
| Extreme interviews   | Publicistický pořad s Lucií Výbornou, která se po boku extrémních sportovců vydává do jejich světa.                                                  |
| Honest Guide         | Všechno, co chtěli turisté vědět o Praze, ale báli se zeptat s Jankem Rubešem a Honzou Mikulkou.                                                     |
| Intimní zpovědi      | Profilové rozhovory z VIP zákulisí o životě a práci slavných.                                                                                        |
| Jiná liga            | Fotbal úplně jinak, než jak ho dosud znáte: Chytře, s úsměvem a i tak trochu retro v show Jiřího Hoška, Luďka Mádla a Jindřicha Šídla.               |
| Kam to bude?         | Rozhovory natáčené za volantem o českém byznysu s reportérem Adamem Junkem.                                                                          |
| Kovy                 | Aktuální dění ve společnosti a politice komentuje Karel Kovář.                                                                                       |
| Kultura              | Reportáže Terezy Willoughby, kultura s přehledem. |
| Mapa                 | Globální fenomény naší doby pohledem Jiřího Hoška.                                                                                                   |
| Moje místa           | Unikátní pohledy na místa, kde pracují a žijí známí Češi a Slováci, v pořadu Blanky Kubíkové.                                                        |
| New Game +           | E-gamingový pořad týmu Alžběty Trojanové a Mikoláše Tučka.                                                                                           |
| Obzor                | Reportážní pořad Filipa Horkého. |
| Peníze nebo život    | Aktuální ekonomické téma v hloubkové sondě Zuzany Kubátové.                                                                                          |
| Profil               | Profily zajímavých českých umělců kamerou Tomáše Svobody.                                                                                            |
| Ráno na gauči        | Ranní pořad o životním stylu a inspiraci pro moderní život.                                                                                          |
| Rodinka              | Ranní proud inspirace a nápadů pro celou rodinu. |
| Slavní               | Události z českého i světového showbyznysu a novinky v kultuře.                                                                                      |
| Sněmovní 4           | Martina Spěváčková a Václav Dolejší natáčejí za kulisami české politiky.                                                                             |
| Svět bez obalu       | Unikátní autorské reportáže z míst, kde se mění svět. Zahraniční témata vybírá Milan Šíma.                                                           |
| Šťastné pondělí      | Satirický souhrn týdenních událostí moderovaný Jindřichem Šídlem.                                                                                    |
| TOP Fotbal živě      | Studio fotbal a nejlepší evropské fotbalové ligy s Luďkem Mádlem, Jiřím Hoškem a Jindřichem Šídlem.                                                  |
| Uzávěrka             | Investigativní pořad moderovaný Sabinou Slonkovou.                                                                                                   |
| V centru             | Interaktivní talk show pro mladé, moderovaná Jankem Rubešem, Tomášem Vernerem, Karlem Kovářem alias Kovym a Nikolou Čechovou alias Shopaholic Nicol. |
| Víkendový rozhovor   | Aktuální téma, zajímavá osobnost a otázky, které se nabízejí.                                                                                        |
| Výzva                | Rozhovory s osobnostmi, o kterých se aktuálně mluví. Moderují Renata Kalenská, Zuzana Kubátová, Jiří Kubík, Jindřich Šídlo a Adam Junek.             |
| Záhady Josefa Klímy  | Investigativně-reportážní cyklus reporéra Josefa Klímy o aktuálních i odložených kauzách.                                                            |
| #Zdavuven            | Pořad o mladých a úspěšných lidech z Česka i Slovenska moderuje Anita Baselová.                                                                      |
| Večerní zprávy       | Živá zpravodajská relace každý den v 18:25. |
| Zvláštní vyšetřování | Investigativní pořad reportérů Sabiny Slonkové a Jiřího Kubíka.                                                                                      |

## Dostupnost
Vysílání Televize Seznam lze naladit v Multiplexu 23, kde je dostupná v HD kvalitě. Je součástí nabídky většiny poskytovatelů satelitního a kabelového televizního signálu Digi TV, Skylink a UPC. Spektrum doplňuje několik desítek IPTV poskytovatelů, například O2 TV, T-Mobile TV nebo Kuki, kteří šíří televizní signál přes internet.

## Hodnocení
Televize Seznam bývá označována spolu s Českou televizí za výrazně prodemokratické médium. Zpravodajské pořady na této televizi uváděné jsou hodnoceny odborníky i Radou pro rozhlasové a televizní vysílání jako objektivní. Televize Seznam propaguje a podporuje lidská práva a svobodnou práci novinářů. Způsob vysílání této televize, tedy kombinace vysílání televizního a internetového bývá označován za způsob, který má do budoucna velký potenciál a přejdou na něj do budoucna všechny televize. V České republice přišla Televize Seznam s tímto formátem jako první.

## Kritika
Televize bývá výrazně kritizována především politiky z řad KSČM a SPD. Tito politici ji označují za neobjektivní a probruselskou, stejně jako Českou televizi. Televize Seznam bývá kritizována rovněž bývalým premiérem Andrejem Babišem či bývalým prezidentem Milošem Zemanem.